# Diego Alejandro García
Diego Alejandro García (La Paz, Provincia de Entre Ríos, Argentina; 21 de junio de 1986) es un futbolista argentino. Juega como mediocampista ofensivo y su primer equipo fue Quilmes. Actualmente milita en Almirante Brown de la Primera Nacional.

## Trayectoria
Debutó en 2007 con la casaca de Quilmes donde jugó 53 partidos e hizo 2 goles.
Luego de un fugaz paso por Argentinos Juniors donde no jugó ni un minuto, se incorpora a Independiente Rivadavia donde tuvo un rendimiento regular jugando 18 partidos y anotando 2 goles, allí se destacó por su velocidad.
Firma para Defensa y Justicia donde tuvo un breve paso jugando 17 partidos sin anotar goles.
Su mejor etapa sería en San Martín de San Juan donde anota 5 goles (a Unión, a Belgrano en dos ocasiones, a Tigre y a Estudiantes de La Plata) entre 2011 y 2013. 
Después de mostrar su buen nivel en Primera, Unión de Santa Fe adquiere sus servicios para lograr el objetivo de ascender. Sin embargo, el club tuvo una campaña regular y anotó un gol, a Boca Unidos de Corrientes.
En 2014 ficha para Atlético Tucumán, donde es figura por su rapidez y velocidad. En el Decano jugó 15 encuentros y convirtió 2 goles (a Unión y Sportivo Belgrano).
En 2015 García firma para Curicó Unido de la Primera B de Chile. Jugó 15 partidos y marcó 3 goles, luego dejó el club a mitad de año. 
Regresa a Argentina y firma para Sportivo Belgrano de la Primera B Nacional, donde disputó 18 partidos y marcó 3 goles. Decide rescindir con el club cordobés tras el descenso.
En 2016 firma para Central Córdoba de Santiago del Estero.
A mitad de ese año llega a Atlanta de la Primera B Metropolitana, disputando 33 partidos y teniendo tan solo 2 anotaciones.
En junio de 2017 llega a Almirante Brown de la Primera B Metropolitana, equipo en el que logra destacarse con 24 goles en 146 partidos jugados, convirtiéndose en ídolo en la entidad Mirasol. 
En junio de 2022 pasa a préstamo por seis meses a Belgrano para jugar la segunda parte de la Primera B Nacional.

## Estadísticas
- Actualizado al 16 de agosto de 2025

### Clubes
| Club                              | Div.                | Temporada           | Liga | Liga | Copa Nacional | Copa Nacional | Copa Internacional | Copa Internacional | Total | Total |
| Club                              | Div.                | Temporada           | PJ   | G    | PJ            | G             | PJ                 | G                  | PJ    | G     |
| --------------------------------- | ------------------- | ------------------- | ---- | ---- | ------------- | ------------- | ------------------ | ------------------ | ----- | ----- |
| Quilmes Argentina                 | 1.ª                 | 2006/07             | 1    | 0    | -             | -             | -                  | -                  | 1     | 0     |
| Quilmes Argentina                 | 2.ª                 | 2007/08             | 17   | 1    | -             | -             | -                  | -                  | 17    | 1     |
| Quilmes Argentina                 | 2.ª                 | 2008/09             | 35   | 1    | -             | -             | -                  | -                  | 35    | 1     |
| Quilmes Argentina                 | Total               | Total               | 53   | 2    | -             | -             | -                  | -                  | 53    | 2     |
| Argentinos Juniors Argentina      | 1.ª                 | 2009/10             | 0    | 0    | -             | -             | -                  | -                  | 0     | 0     |
| Argentinos Juniors Argentina      | Total               | Total               | 0    | 0    | -             | -             | -                  | -                  | 0     | 0     |
| Independiente Rivadavia Argentina | 2.ª                 | 2009/10             | 9    | 2    | -             | -             | -                  | -                  | 9     | 2     |
| Independiente Rivadavia Argentina | 2.ª                 | 2010/11             | 9    | 0    | -             | -             | -                  | -                  | 9     | 0     |
| Independiente Rivadavia Argentina | Total               | Total               | 18   | 2    | -             | -             | -                  | -                  | 18    | 2     |
| Defensa y Justicia Argentina      | 2.ª                 | 2010/11             | 17   | 0    | -             | -             | -                  | -                  | 17    | 0     |
| Defensa y Justicia Argentina      | Total               | Total               | 17   | 0    | -             | -             | -                  | -                  | 17    | 0     |
| San Martín (SJ) Argentina         | 1.ª                 | 2011/12             | 24   | 4    | 1             | 0             | -                  | -                  | 25    | 4     |
| San Martín (SJ) Argentina         | 1.ª                 | 2012/13             | 17   | 1    | 1             | 0             | -                  | -                  | 18    | 1     |
| San Martín (SJ) Argentina         | 2.ª                 | 2013/14             | 5    | 0    | -             | -             | -                  | -                  | 5     | 0     |
| San Martín (SJ) Argentina         | Total               | Total               | 46   | 5    | 2             | 0             | -                  | -                  | 48    | 5     |
| Unión Argentina                   | 2.ª                 | 2013/14             | 17   | 1    | 1             | 0             | -                  | -                  | 18    | 1     |
| Unión Argentina                   | Total               | Total               | 17   | 1    | 1             | 0             | -                  | -                  | 18    | 1     |
| Atlético Tucumán Argentina        | 2.ª                 | 2014                | 15   | 2    | -             | -             | -                  | -                  | 15    | 2     |
| Atlético Tucumán Argentina        | Total               | Total               | 15   | 2    | -             | -             | -                  | -                  | 15    | 2     |
| Curicó Unido · Chile              | 2.ª                 | 2014/15             | 15   | 3    | -             | -             | -                  | -                  | 15    | 3     |
| Curicó Unido · Chile              | Total               | Total               | 15   | 3    | -             | -             | -                  | -                  | 15    | 3     |
| Sportivo Belgrano Argentina       | 2.ª                 | 2015                | 18   | 3    | -             | -             | -                  | -                  | 18    | 3     |
| Sportivo Belgrano Argentina       | Total               | Total               | 18   | 3    | -             | -             | -                  | -                  | 18    | 3     |
| C. Córdoba (SdE) Argentina        | 2.ª                 | 2016                | 18   | 1    | -             | -             | -                  | -                  | 18    | 1     |
| C. Córdoba (SdE) Argentina        | Total               | Total               | 18   | 1    | -             | -             | -                  | -                  | 18    | 1     |
| Atlanta Argentina                 | 3.ª                 | 2016/17             | 32   | 2    | 1             | 0             | -                  | -                  | 33    | 2     |
| Atlanta Argentina                 | Total               | Total               | 32   | 2    | 1             | 0             | -                  | -                  | 33    | 2     |
| Almirante Brown Argentina         | 3.ª                 | 2017/18             | 32   | 2    | -             | -             | -                  | -                  | 32    | 2     |
| Almirante Brown Argentina         | 3.ª                 | 2018/19             | 31   | 6    | -             | -             | -                  | -                  | 31    | 6     |
| Almirante Brown Argentina         | 3.ª                 | 2019/20             | 25   | 4    | -             | -             | -                  | -                  | 25    | 4     |
| Almirante Brown Argentina         | 3.ª                 | 2020                | 3    | 3    | -             | -             | -                  | -                  | 3     | 3     |
| Almirante Brown Argentina         | 2.ª                 | 2021                | 35   | 7    | 1             | 1             | -                  | -                  | 36    | 8     |
| Almirante Brown Argentina         | 2.ª                 | 2022                | 18   | 1    | 1             | 0             | -                  | -                  | 19    | 1     |
| Almirante Brown Argentina         | 2.ª                 | 2023                | 33   | 3    | -             | -             | -                  | -                  | 33    | 3     |
| Almirante Brown Argentina         | 2.ª                 | 2024                | 8    | 2    | -             | -             | -                  | -                  | 8     | 2     |
| Almirante Brown Argentina         | 2.ª                 | 2025                | 22   | 2    | -             | -             | -                  | -                  | 22    | 2     |
| Almirante Brown Argentina         | Total               | Total               | 207  | 30   | 2             | 1             | -                  | -                  | 209   | 31    |
| Belgrano Argentina                | 2.ª                 | 2022                | 14   | 0    | 0             | 0             | -                  | -                  | 14    | 0     |
| Belgrano Argentina                | Total               | Total               | 14   | 0    | 0             | 0             | -                  | -                  | 14    | 0     |
| Racing (C) Argentina              | 2.ª                 | 2024                | 19   | 2    | -             | -             | -                  | -                  | 19    | 2     |
| Racing (C) Argentina              | Total               | Total               | 19   | 2    | -             | -             | -                  | -                  | 19    | 2     |
| Total en su carrera               | Total en su carrera | Total en su carrera | 489  | 53   | 6             | 1             | -                  | -                  | 495   | 54    |

## Palmarés
| Título                  | Club                | País      | Año  |
| ----------------------- | ------------------- | --------- | ---- |
| Primera B Metropolitana | Almirante Brown     | Argentina | 2020 |
| Primera Nacional        | Belgrano de Córdoba | Argentina | 2022 |